# Группа 77
«Группа 77» (G-77) или «группа семидесяти семи» (Group of Seventy Seven) — крупнейшая межгосударственная организация развивающихся стран, действующая в рамках ООН и её органов. 
Решение о создании группировки было принято на совещании министров развивающихся стран Азии, Африки и Латинской Америки в 1964 году, а официально оформлена она была на 1-й сессии Конференции ООН по торговле и развитию, проходившей в Женеве 15 июня того же года. Первоначально количество стран-членов новой организации равнялось 77, но их число росло по мере принятия новых стран в состав ООН.

## История
Название группы, как и она сама возникло на 1-й сессии Конференции ООН по торговле и развитию (ЮНКТАД), проходившей в Женеве в 1964 году, в ходе которой развивающимися странами была принята «Совместная Декларация семидесяти семи стран» («Joint Declaration of the Seventy-Seven Countries»). Постепенно число стран-участниц росло и достигло на сегодняшний день 134. В советский период из социалистических стран членами «Группы 77» являлись КНДР, Куба, Вьетнам, Румыния и Югославия.
В рамках «Группы 77» возникли многонациональные предприятия, в частности в Латинской Америке, двусторонние и многосторонние межгосударственные торговые соглашения, а также соглашения в других отраслях экономики и хозяйства, экономические региональные организации и союзы. Важные резолюции Генеральной Ассамблеи ООН, ЮНКТАД, ЮНИДО, ЮНЕП, ГАТТ, ЮНЕСКО, ИФАД и др. принимаются под воздействием политики «Группы 77». Огромное влияние на направление деятельности и выработку общих позиций «Группы 77» оказывало Движение неприсоединения.
В 1990-х годах в деятельности «Группы 77» проявились слабые стороны, в частности недостаточная осознанность роли прогрессивных социально-экономических трансформаций для преодоления экономической отсталости и обеспечения финансовой самостоятельности развивающихся стран, наметилось усиление противоречий в группе в силу различия социально-экономических и идеологических ориентаций её членов, что ослабило их общие позиции перед экономическим, политическим, и другими видами давлений, осуществляемых на них развитыми странами и транснациональными компаниями. Тем не менее деятельность «Группы 77» сохраняет своё значение и объективную основу для укрепления совместных позиций развивающихся стран в мировом сообществе.

### Основные этапы
Первым совещанием министров «Группы 77» прошло в столице Алжира 25 октября 1967 года, и результатом совещания стала Алжирская Хартия, в которой главной своей целью «Группа 77» провозглашает создание нового международного экономического порядка. Эта цель так или иначе прослеживается в остальных документах, принятых «Группой 77». В 1976 году на совещании министров «Группы 77» были утверждены Декларация и Программа ЭСРС, подтверждённая в «Арушской программе коллективного самообеспечения и рамок для переговоров» (Танзания, 1979 год) и дополненная положениями технического сотрудничества развивающихся стран — главным механизмом содействия ЭСРС.
Эти программы являются основополагающими в рамках диалога «Юг — Юг» и важнейшими звеньями, определяющими характер совместных действий «Группы 77» по созданию равноправных и справедливых международных экономических отношений, установлению нового мирового экономического порядка и формированию справедливого международного торгового режима.
Также важнейшими этапами деятельности «Группы 77» являются Каракасское (1981 год) и Буэнос-Айресское (1983 год) совещания, и посвящённая сорокалетию «Группы 77» конференция, прошедшая в 2004 году в Сан-Паулу.

## Цели и задачи
Основой деятельности «Группы 77» является торгово-экономическое, финансовое и техническое сотрудничество между развивающимися странами, а также разработка, согласование и координация их совместной позиции на конференциях и собраниях органов ООН и организаций, функционирующих в её рамках, на других международных съездах и форумах по проблемам международных социально-экономических отношений, включающих такие сферы жизнедеятельности стран и их населения, как торговля, промышленность, сельское хозяйство, образование, наука и техника. На подобных собраниях рассматриваются также вопросы экономического, кредитного, финансового и технического сотрудничества со странами, не входящими в «Группу 77», и прежде всего с развитыми странами мирового сообщества.
Основными задачами «Группы 77» на сегодняшний день являются:
- устранение асимметрии в многосторонней торговой системе;
- организация эффективной передачи ресурсов между развивающимися и развитыми странами, в том числе официальная помощь в целях развития и снятие долговых обязательств;
- решение проблемы неустойчивости рынков сырьевых товаров и устранение протекционистских барьеров на пути доступа к рынкам развитых стран;
- обеспечение согласованных глобальных мер реагирования со стороны международного сообщества по вопросам устойчивого и социального развития, увеличения частотности финансовых кризисов, субсидирования торговли (прежде всего сельскохозяйственной продукцией), возрастающей роли информационно-коммуникационных технологий и незаконных международных операций.

Основные сферы деятельности «Группы 77»:
- Глобализация и международная экономика;
- Финансирование на развитие;
- Торговля и развитие;
- Окружающая среда и развитие;
- Социальные выплаты и Половая дискриминация;
- Кооперация в рамках направления «Юг — Юг»;
- Диалог «Север — Юг»;
- Научно-технологическое развитие;
- Информационно-коммуникационные технологии;

### Юг — Юг
Сотрудничество стран-членов «Группы 77» в рамках проекта «Юг — Юг» имеет целью обеспечить благополучие народов Юга и является механизмом укрепления и поддержания солидарности и единства всех стран-членов группы, обеспечивая их приверженность к проекту и к достижению общей цели.
В 1981 году в Каракасской программе действий были выработаны общие принципы проведения Саммитов Юга в рамках направления «Юг — Юг». Первый организованный «Группой 77» Саммит Юга был проведён в Гаване (Куба) в апреле 2000 года. На нём была принята Гаванская декларация и Программа действий.
В декабре 2003 года в Марракеше (Марокко) была проведена Конференция высокого уровня по сотрудничеству Юг-Юг, на которой были приняты Марракешская декларация и Марракешские рамки осуществления сотрудничества по проекту «Юг — Юг», в которых были прописаны инициативы и конкретные меры всей группы и стран-участниц для достижения эффективной совместной политики по этому вопросу. Вторая встреча на высшем уровне стран Юга прошла в 2005 году в столице Катара — Дохе. Третий саммит в рамках проекта «Юг — Юг» пройдёт[обновить данные] в 2010 году в Африке.
Для поддержки сотрудничества по направлению «Юг — Юг» Группой 77, для экономического и технического сотрудничества между развивающимися странами, был создан Целевой фонд Переса-Герреро (ЦФПГ) — Perez-Guerrero Trust Fund (PGTF).
Также целью этого проекта является расширение торговли в направлении Юг-Юг (то есть между развивающимися странами). Для этого Группой 77 в 1989 году была разработана глобальная система торговых преференций между развивающимися странами (ГСТП) — Global System of Trade Preferences (GSTP).
Также в рамках Совместного координационного комитета для содействия реализации общих приоритетов развивающихся стран и развития сотрудничества в проекте «Юг — Юг» активное участие принимают Китай и Движение неприсоединения.

### Север — Юг
Целью переговоров и диалога направления «Север — Юг» является сотрудничество в целях развития всех стран на основе глобального партнёрства развивающихся и развитых государств. В рамках этого диалога «Группа 77» призывает развитые страны к достижению большей интеграции и кооперации по глобальным проблемам развивающихся стран и вопросам глобального экономического управления.

### Информационно-коммуникационное развитие
В ноябре 2005 года в Тунисе проводился второй этап Всемирной встречи на высшем уровне по вопросам информационного общества, где были поставлены задачи обеспечения доступа для всех развивающихся стран к информационно-коммуникационным технологиям и ресурсам, имеющими важное значение для содействия всех стран мира, устойчивого развития стран-членов группы и достижения поставленных ими целей.

## Структура организации
Организация состоит из трёх региональных подгрупп: Африканской, Азиатской и Латиноамериканской. Особое положение в группе занимает Китай; когда «Группой 77» и Китаем делается совместное заявление, то указывается, что была выработана общая позиция «Группы 77» и КНР (или используется термин «Группа 77 плюс Китай»). Так, в сентябре 2008 года Китай согласился вместе с «Группой 77» способствовать реализации целей развития тысячелетия и содействия сотрудничеству «Юг — Юг». Так как в составе группы имеется большое число стран, имеющих различные позиции по ряду вопросов, внутри «Группы 77» выделяют несколько подгрупп, например: Альянс малых островных государств (АОСИС — AOSIS), страны-члены Организации стран экспортеров нефти (ОПЕК), Наименее развитые страны (НРС) и др.
«Группа 77» имеет отделы по связям в некоторых подразделениях ООН:
- Конференция ООН по торговле и развитию (ЮНКТАД — UNCTAD) — Женева
- Программа ООН по окружающей среде (ЮНЕП — UNEP) — Найроби
- Организация Объединённых Наций по вопросам образования, науки и культуры (ЮНЕСКО — UNESCO) — Париж
- Продовольственная и сельскохозяйственная организация ООН (ФАО — FAO) и Международный фонд сельскохозяйственного развития (ИФАД — IFAD) — Рим
- Организация Объединённых Наций по промышленному развитию (ЮНИДО — UNIDO) — Вена
- В Международном Валютном Фонде (МВФ — IMF) и Всемирном банке (World Bank) имеется представитель от «Группы 24» (G-24), функционирующей в рамках «Группы 77» — Вашингтон (город).

От группы каждый год направляются представители-координаторы в различные структуры ООН. В 2007 году представителями «Группы 77» в других подразделениях ООН являлись:
- в Нью-Йорке (ООН): Мунир Акрам (Пакистан)
- в Риме (ИФАД и ФАО): Ламия Саггаф (Кувейт)
- в Женеве (ЮНКТАД): г-н Хосе Делмер Урбизо (Гондурас)
- в Найроби (ЮНЕП): г-н Джисмун Касри (Индонезия)
- в Париже (ЮНЕСКО): Мохамед Захир Азиз (Афганистан)
- в Вене (ЮНИДО): Сайед Галал Эльдин Ельсайед Эламин (Судан)
- в Вашингтоне (МВФ и Всемирный Банк): Фелиса Мицелии (Аргентина) — представитель «Группы 24» (G-24)

Главой во внутренней структуре организации является представитель от страны принимающей обязанности председателя. Каждый год из всех государств-членов группы выбирается новая председательствующая страна. В 2008 году председательствовать от «Группы 77» в Нью-Йорке будет Антигуа и Барбуда, а главой «Группы 77» и представителем от неё в ООН будет являться посол Антигуа и Барбуда Джон В. Аше.
Ежегодно в Нью-Йорке на Генеральную Ассамблею ООН «Группа 77» направляет своих министров иностранных дел. Периодически Министры от «Группы 77» участвуют в съездах других организаций при ООН: ЮНКТАД, ЮНИДО, ЮНЕСКО и др. Также группой организуются периодические конференции посвящённые годовщинам «Группы 77». Так, в июне 1989 года в Каракасе прошла конференция, посвящённая 25-летию группы, в июне 1994 года в Нью-Йорке — конференция к 30-летию организации, а в июне 2004 года в Сан-Паулу организована конференция к 40-летнему юбилею «Группы 77». Также группой организуются съезды министров по решению вопросов в рамках выделенных проектов, например по направлению «Юг — Юг». С 1995 года проходят собрания представителей от стран-членов группы по вопросам в какой-либо отраслям и сферам (торговля, инвестиции, финансы, сельское хозяйство, энергетика и др.):
- 5—7 сентября 1995 года, Джакарта
- 15—19 января 1996 года, Гайана
- 13—15 января 1997 года, Сан-Хосе
- 2—5 декабря 1998 года, Бали (Индонезия)
- 27—30 октября 2002 года, Дубай
- 16—19 декабря 2003 года, Марракеш (Марокко)
- 5—6 декабря 2004 года, Доха
- 2—3 мая 2005 года, Нью-Йорк
- 29—30 августа 2005 года, Кингстон
- 3 сентября 2006 года, Рио-де-Жанейро

В 1982 году в рамках «Группы 77» создан межправительственный координационный комитет (МКК — IFCC) по вопросам экономического сотрудничества развивающихся стран (ЭСРС), который разрабатывает и предлагает рекомендации для совещаний министров «Группы 77». На совещаниях МКК рассматриваются и принимаются программные решения «Группы 77»:
- 1982 год (23—28 августа), Манила
- 1983 год (5—10 сентября), Тунис
- 1984 год (3—8 сентября), Картахена (Колумбия)
- 1985 год (19—23 августа), Джакарта
- 1986 год (18—23 августа), Каир
- 1987 год (7—12 сентября), Гавана
- 1989 год (31 июля — 5 августа), Куала-Лумпур
- 1993 год (30 августа — 3 сентября), Панама
- 1996 год (8—12 февраля), Манила
- 2001 год (18—23 августа), Тегеран
- 2005 год (21—23 марта), Гавана
- 2008 год (10—13 июня), Ямусукро.

## Члены организации
| |                                     |                                |                                     |  |
| |                                     |                                |                                     |  |
| Тёмно-зелёным цветом обозначены государства-основатели группы; светло-зелёным обозначены страны, вышедшие из состава группы; тёмно-и средне-зелёным показаны страны, состоящие в группе на 2008 год.                              |                                     |                                |                                     |  |
| Список стран-членов "Группы 77": |                                     |                                |                                     |  |
| 1. Афганистан (осн.) | 35. Джибути                         | 69. Ливия (осн.)               | 103. Саудовская Аравия (осн.)       |  |
| 2. Алжир (осн.) | 36. Доминика                        | 70. Мадагаскар (осн.)          | 104. Сенегал (осн.)                 |  |
| 3. Ангола | 37. Доминиканская Республика (осн.) | 71. Малави                     | 105. Сейшельские острова            |  |
| 4. Антигуа и Барбуда | 38. Эквадор (осн.)                  | 72. Малайзия (осн.)            | 106. Сьерра-Леоне (осн.)            |  |
| 5. Аргентина (осн.) | 39. Египет                          | 73. Мальдивские острова        | 107. Сингапур                       |  |
| 6. Азербайджан | 40. Сальвадор (осн.)                | 74. Мали (осн.)                | 108. Соломоновы Острова             |  |
| 7. Багамские острова | 41. Экваториальная Гвинея           | 75. Маршалловы Острова         | 109. Сомали (осн.)                  |  |
| 8. Бахрейн | 42. Эритрея                         | 76. Мавритания (осн.)          | 110. ЮАР                            |  |
| 9. Бангладеш | 43. Эсватини                        | 77. Маврикий                   | 111. Южный Судан                    |  |
| 10. Барбадос | 44. Эфиопия (осн.)                  | 78. ФШМ                        | 112. Шри-Ланка (осн.; тогда Цейлон) |  |
| 11. Белиз | 45. Фиджи                           | 79. Монголия                   | 113. Палестина                      |  |
| 12. Бенин (осн.; тогда Дагомея) | 46. Габон (осн.)                    | 80. Марокко (осн.)             | 114. Судан (осн.)                   |  |
| 13. Бутан | 47. Гамбия                          | 81. Мозамбик                   | 115. Суринам                        |  |
| 14. Боливия (осн.) | 48. Гана (осн.)                     | 82. Мьянма (осн.; тогда Бирма) | 116. Сирия (осн.)                   |  |
| 15. Ботсвана | 49. Гренада                         | 83. Намибия                    | 117. Таджикистан                    |  |
| 16. Бразилия (осн.) | 50. Гватемала (осн.)                | 84. Науру                      | 118. Таиланд (осн.)                 |  |
| 17. Бруней | 51. Гвинея (осн.)                   | 85. Непал (осн.)               | 119. Восточный Тимор                |  |
| 18. Буркина-Фасо (осн.) | 52. Гвинея-Бисау                    | 86. Никарагуа (осн.)           | 120. Того (осн.)                    |  |
| 19. Бурунди (осн.) | 53. Гайана                          | 87. Нигер (осн.)               | 121. Тонга                          |  |
| 20. Кабо-Верде | 54. Гаити (осн.)                    | 88. Нигерия (осн.)             | 122. Тринидад и Тобаго (осн.)       |  |
| 21. Камбоджа (осн.) | 55. Гондурас (осн.)                 | 89. Оман                       | 123. Тунис (осн.)                   |  |
| 22. Камерун (осн.) | 56. Индия (осн.)                    | 90. Пакистан (осн.)            | 124. Туркменистан                   |  |
| 23. ЦАР (осн.) | 57. Индонезия (осн.)                | 91. Панама (осн.)              | 125. Уганда (осн.)                  |  |
| 24. Чад (осн.) | 58. Иран (осн.)                     | 92. Папуа-Новая Гвинея         | 126. ОАЭ (осн.)                     |  |
| 25. Чили (осн.) | 59. Ирак (осн.)                     | 93. Парагвай (осн.)            | 127. Танзания (осн.)¹               |  |
| 26. Китай | 60. Ямайка (осн.)                   | 94. Перу (осн.)                | 128. Уругвай (осн.)                 |  |
| 27. Колумбия (осн.) | 61. Иордания (осн.)                 | 95. Филиппины (осн.)           | 129. Вануату                        |  |
| 28. Коморы | 62. Кения (осн.)                    | 96. Катар                      | 130. Венесуэла (осн.)               |  |
| 29. Республика Конго (осн.) | 63. Кирибати                        | 97. Руанда (осн.)              | 131. Вьетнам (осн.)                 |  |
| 30. Коста-Рика (осн.) | 64. Кувейт (осн.)                   | 98. Сент-Китс и Невис          | 132. Йемен (осн.)                   |  |
| 31. Кот-Д'Ивуар | 65. Лаос (осн.)                     | 99. Сент-Люсия                 | 133. Замбия                         |  |
| 32. Куба | 66. Ливан (осн.)                    | 100. Сент-Винсент и Гренадины  | 134. Зимбабве                       |  |
| 33. КНДР | 67. Лесото                          | 101. Самоа                     |                                     |  |
| 34. ДРК (осн.) | 68. Либерия (осн.)                  | 102. Сан-Томе и Принсипи       |                                     |  |
| (осн.) означает, что страна является основательницей Группы 77 и входила в её первоначальный состав Примечания: 1. Тогда Объединённая Республика Танганьики и Занзибара 2. Одна из стран-основательниц в составе бывшей Югославии |                                     |                                |                                     |  |

На конец 2008 года в «Группе 77» состоит 130 стран, из которых 53 приходится на Африку, 36 стран — из Азии, 32 страны представляют Латинскую Америку, 8 стран — представители Океании, и одна страна — из Европы.

### Бывшие члены
Суммарно за всю историю «Группы 77» в её составе побывало 142 страны. Таким образом из её состава вышло 12 стран, из которых 7 — из Европы, 2 — из Азии, 2 — из Океании и одна из Латинской Америки. В том числе 8 вышедших из группы стран являлись её основателями: Мексика, Кипр, Южная Корея и Югославия (современные Хорватия, Словения, Македония, Сербия, Черногория).
Бывшие страны-члены «Группы 77»:
- Новая Зеландия — подписала «Совместную Декларацию семидесяти семи стран» октябре 1963 года, но в 1964 году отозвала свою подпись, прежде чем сформировалась «Группа 77».
- Мексика — являлась одной из основательниц группы; вышла из её состава в 1994 году.
- Южная Корея — являлась одной из основательниц группы; вышла из её состава в 1996 году.
- Югославия — являлась одной из основательниц группы; Югославия до конца 1990-х числилась в списке «Группы 77», но с пометкой «не способна принимать участие в деятельности группы». Босния и Герцеговина оставалась последней страной бывшей Югославии в составе группы, пока не вышла из неё в 2019 году.
- Кипр — являлся одной из стран-основательниц группы; с 2003 года после вступления в Евросоюз более не является членом «Группы 77».
- Мальта — была принята в группу в 1976 году, но в 2004 году после вступления в Евросоюз вышла из состава «Группы 77».
- Палау — принята в группу в 2002 году, но в 2004 году страна отозвала свою подпись, решив, что свои интересы более эффективно можно решать в рамках Альянса малых островных государств.
- Румыния — принята в состав «Группы 77» в 1976 году, но в 2007 году после вступления в Евросоюз покинула списки членов группы.

### Председательствующие страны
Каждый год новая страна председательствует в «Группе 77». Чаще всего (3 раза) право назначать своего руководителя получал Пакистан.
| |                          |                  |
| Страны, председательствующие в "Группе 77" с 1970 года.                                                                                                |                          |                  |
| Цветом показано число раз председательствования страны с 1970 по 2008: тёмно-серый — ни разу, жёлтый — один раз, оранжевый — дважды, красный — трижды. |                          |                  |
| Список председательствующих стран (по годам): |                          |                  |
| Индия (1970—1971) | Гана (1991)              | Аргентина (2011) |
| Перу (1971—1972) | Пакистан (1992)          | Алжир (2012)     |
| Египет (1972—1973) | Колумбия (1993)          | Фиджи (2013)     |
| Иран (1973—1974) | Алжир (1994)             | Боливия (2014)   |
| Мексика (1974—1975) | Филиппины (1995)         | ЮАР (2015)       |
| Мадагаскар (1975—1976) | Коста-Рика (1996)        | Таиланд (2016)   |
| Пакистан (1976—1977) | Танзания (1997)          | Эквадор (2017)   |
| Ямайка (1977—1978) | Индонезия (1998)         | Египет (2018)    |
| Тунис (1978—1979) | Гайана (1999)            | Палестина (2019) |
| Индия (1979—1980) | Нигерия (2000)           | Гайана (2020)    |
| Венесуэла (1980—1981) | Иран (2001)              | Гвинея (2021)    |
| Алжир (1981—1982) | Венесуэла (2002)         | Пакистан (2022)  |
| Бангладеш (1982—1983) | Марокко (2003)           | Куба (2023)      |
| Мексика (1983—1984) | Катар (2004)             | Уганда (2024)    |
| Египет (1984—1985) | Ямайка (2005)            |                  |
| Югославия (1985—1986) | ЮАР (2006)               |                  |
| Гватемала (1987) | Пакистан (2007)          |                  |
| Тунис (1988) | Антигуа и Барбуда (2008) |                  |
| Малайзия (1989) | Судан (2009)             |                  |
| Боливия (1990) | Йемен (2010)             |                  |

### Россия и G77
В июне 2014 года президент Боливии Эво Моралес, выступая на открытии очередной встречи «G77+Китай» в Санта-Крусе (Боливия), призвал Россию присоединиться к «Группе 77».